# Oselea, Iavoriv
Oselea (în ucraineană Оселя) este un sat în comuna Rohizno din raionul Iavoriv, regiunea Liov, Ucraina.

## Demografie
Componența lingvistică a localității Oselea
     Ucraineană (99,88%)
     Alte limbi (0,12%)
Conform recensământului din 2001, majoritatea populației localității Oselea era vorbitoare de ucraineană (99,88%), existând în minoritate și vorbitori de alte limbi.